# 가톨릭 기도서
가톨릭 기도서는 한국의 로마 가톨릭교회의 기도문이 실려있는 책을 말한다. 주요 기도, 특수 기도, 여러 가지 기도, 공소 예절, 미사통상문과 이동 축일표가 수록되어 있다. 현재 널리 일반적으로 쓰이고 있는 것은 1997년에 개정되어 나온 것이다. 각 기도문의 자세한 내용들은 본문 중 외부 링크에도 링크되어 있듯이 가톨릭 굿뉴스 홈페이지에서 볼 수 있다. 2018년 5월에 개정된 전례서에 맞춰서 다시한번 개정되어 나오고 있다. 공식 기도서 대략적인 역사는 이러하다. 성교공과(1963)-가톨릭기도서(1972) ;이 판의 개정판은 1987-가톨릭기도서(1997) ;이 판의 개정판은 2018

## 주요 기도
1. 성호경
2. 주님의 기도
3. 성모송
4. 영광송
5. 사도신경
6. 반성기도
7. 고백기도
8. 통회기도
9. 삼덕송 (신덕송, 망덕송, 애덕송)
10. 봉헌기도
11. 삼종기도
12. 부활 삼종기도 (예수 부활 대축일부터 성령 강림 대축일까지)
13. 묵주기도 (환희의 신비, 빛의 신비, 고통의 신비, 영광의 신비)
14. 식사 전 기도
15. 식사 후 기도
16. 일을 시작하며 바치는 기도
17. 일을 마치고 바치는 기도 (성모님께 보호를 청하는 기도)
18. 아침 기도
19. 저녁 기도
20. 고해성사

## 특수 기도
1. 성 요셉 성월 (성 요셉에게 바치는 기도)
2. 성모 성월 (성모의 노래)
3. 예수 성심 성월 (예수 성심께 천하만민을 바치는 기도)
4. 순교자 성월 (한국 순교자들에게 바치는 기도)
5. 묵주기도 성월 (성모찬송)
6. 위령 성월
7. 예수 성심 호칭 기도
8. 성모 호칭 기도
9. 성 요셉 호칭 기도
10. 103위 한국 성인 호칭 기도
11. 성인 호칭 기도
12. 십자가의 길
13. 위령 기도

## 여러 가지 기도
1. 성수 기도
2. 예수 성심께 바치는 봉헌 기도
3. 성모 성심께 바치는 봉헌 기도
4. 성모께 자기를 바치는 기도
5. 성 토마스의 성체 찬미가
6. 성 암브로시오의 사은 찬미가
7. 교황이나 주교를 위한 기도
8. 사제들을 위한 기도  1
9. 사제들을 위한 기도 2
10. 수도자들을 위한 기도
11. 평신도 사도직을 위한 기도 1
12. 평신도 사도직을 위한 기도 2
13. 비신자들을 위한 기도
14. 성소를 위한 기도
15. 그리스도교 일치를 위한 기도
16. 민족의 화해와 일치를 위한 기도
17. 성서 사도직을 위한 기도
18. 복음화를 위한 기도
19. 대중매체 선용을 위한 기도
20. 성전 건립 기도
21. 가정을 위한 기도 1
22. 가정을 위한 기도 2
23. 부모를 위한 기도
24. 자녀를 위한 기도
25. 부부의 기도
26. 군인의 기도
27. 군인을 위한 기도
28. 병자를 위한 기도
29. 선종기도
30. 세상을 떠난 부모를 위한 기도
31. 세상을 떠난 형제, 친척, 친구, 은인을 위한 기도
32. 새해를 맞이하며 바치는 기도
33. 가뭄과 장마 때에 바치는 기도

## 공소 예절
1. 시작예식
2. 말씀전례
3. 찬미기도
4. 미사 성제에 합함

## 미사통상문
1. 시작예식
2. 말씀전례
3. 성찬전례 (예물준비, 감사기도, 감사기도 제 1양식, 감사기도 제 2양식, 감사기도 제 3양식, 감사기도 제 4양식, 기원미사 감사기도)
4. 영성체 예식
5. 마침 예식